# Егедаль (муніципалітет)
Егедаль (дан. Egedal) — муніципалітет у регіоні Столичний регіон королівства Данія. Площа — 125.8 квадратних кілометрів. Адміністративний центр муніципалітету — місто Ельстикк.

## Населення
У 2012 році населення муніципалітету становило 41 821 особу.